# Anton Baumstark
Anton Baumstark (Sinzheim, 14 aprile 1800 – Friburgo in Brisgovia, 2 febbraio 1876) è stato un filologo classico tedesco.

## Biografia
Fratello dell'economista Eduard Baumstark (1807-1889) e padre dello storico Reinhold Baumstark (1831-1900). Suo nipote, Carl Anton Baumstark (1872-1948), era un noto orientalista e liturgista.
Studiò filologia all'Università di Heidelberg, avendo come insegnanti Friedrich Christoph Schlosser e Georg Friedrich Creuzer. A partire dal 1826 insegnò  al Liceo di Friburgo in Brisgovia e nel 1836 fu nominato professore di filologia classica all'Università di Friburgo e direttore del seminario filologico.

## Opere principali
- "De curatoribus emporii et nautodicis apud Athenienses", 1827.
- "Caesaris de bello commentarii gallico et civili", 1828.
- "Lectiones Tullianae", (1832).
- "Cajus Julius Cäsar's Werke", 1835–40,[3] .
- "Ausführliche Erläuterung des allgemeinen Theiles der Germania des Tacitus", 1875.[2]